# Microthyrium pamelae
Microthyrium pamelae är en svampart som tillhör divisionen sporsäcksvampar och som beskrevs av Lennart Holm och Kerstin Holm. 
Microthyrium pamelae ingår i släktet Microthyrium och familjen Microthyriaceae. Arten är reproducerande i Sverige.